# Aiffres
Aiffres ist eine französische Gemeinde mit 5423 Einwohnern (Stand 1. Januar 2022) im Département Deux-Sèvres in der Region Nouvelle-Aquitaine. Sie gehört zum Arrondissement Niort, zum Kanton La Plaine Niortaise und ist Mitglied im Gemeindeverband Communauté d’agglomération du Niortais.

## Geographie
Die Gemeinde liegt im Ballungsraum südöstlich von Niort. Nachbargemeinden sind Vouillé im Nordosten, Prahecq im Osten, Saint-Martin-de-Bernegoue im Südosten, Fors im Süden, Saint-Symphorien im Südwesten sowie Niort im Westen und Norden.
Das Flüsschen Guirande, ein Zufluss der Sèvre Niortaise entwässert das Gemeindegebiet in westlicher Richtung.

### Verkehrsanbindung
Die aus der Stadt Niort herausführende Départementsstraße D740 durchquert die Gemeinde. Im östlichen Teil verläuft die Autobahn A10. Knapp nördlich der Gemeindegrenze liegt der Flughafen Niort-Marais Poitevin (früher: Niort-Souché).
Der Bahnhof des Ortes wird von der französischen Staatseisenbahngesellschaft mit der 1874–1911 erbauten Bahnstrecke Chartres–Bordeaux bedient.

## Geschichte
1936 fusionierte sie mit der bisherigen Gemeinde Saint-Maurice-du-Marié.

### Bevölkerungsentwicklung
| Jahr      | 1968 | 1975 | 1982 | 1990 | 1999 | 2006 | 2016 |
| Einwohner | 1323 | 1861 | 3756 | 4119 | 4598 | 4975 | 5510 |

## Sehenswürdigkeiten
- Kirche Saint Maurice de Mairé, Monument historique[1]
- Totenleuchte aus dem 12. Jahrhundert, Monument historique[2]